# Boehmeria villosa
Boehmeria villosa là loài thực vật có hoa trong họ Tầm ma. Loài này được C.B.Rob. mô tả khoa học đầu tiên năm 1911.